# Stictoptera
Stictoptera is een geslacht van vlinders van de familie Uilen (Noctuidae).

## Soorten
- S. acutangulata Gaede, 1937
- S. albipuncta Hampson, 1912
- S. anaemia Hampson, 1905
- S. antemarginata Saalmüller, 1880
- S. atrifera Hampson, 1912
- S. bakeri Prout, 1924
- S. bisexualis Hampson, 1912
- S. clara Cramer, 1781
- S. columba Walker, 1856
- S. confluens (Walker, 1858)
- S. conturbata (Walker, 1869)
- S. cucullioides Guenée, 1852
- S. describens Walker, 1857
- S. ekeikei Bethune-Baker, 1906
- S. esmeralda Holloway, 1976
- S. ferrifera Walker, 1864
- S. fuscostrigata Prout, 1926
- S. gabri (Berio, 1970)
- S. genuflexa Berio, 1973
- S. grisea Moore, 1867
- S. griseata Hampson, 1912
- S. griveaudi Laporte, 1970
- S. hemiphaea Wileman & West, 1928
- S. hepatica Rebel, 1915
- S. heterogramma Hampson, 1912
- S. indescribens Prout, 1922
- S. kebeae Strand, 1917
- S. melanistis Hampson, 1912
- S. microthyris Hampson, 1912
- S. multistriata Hampson, 1912

- S. nigribasis Prout, 1922
- S. obliquitaenia Warren, 1914
- S. ochreigrisea Warren, 1914
- S. olivascens Moore, 1882
- S. pammeces Turner, 1920
- S. parva Prout, 1922
- S. pectinata Kenrick, 1917
- S. pernigra Legrand, 1965
- S. poecilosoma Saalmüller, 1880
- S. poiensis Prout, 1926
- S. repleta Walker, 1864
- S. rhabdota Prout A. E., 1927
- S. semialba Walker, 1864
- S. signifera Walker, 1857
- S. stygia Hampson, 1912
- S. suffusa Wileman & West, 1928
- S. swinhoei Bethune-Baker, 1908
- S. terribilis Holloway, 1976
- S. trajiciens Walker, 1857
- S. tridentifera Holloway, 1979
- S. vitiensis Hampson, 1912
- S. whiteheadi Warren, 1914